# Bombardeo con bomba de racimo en Limán de 2023
El bombardeo con bomba de racimo en Limán fue el 8 de julio de 2023, alrededor de las 9:55 a. m., durante la invasión rusa de Ucrania; las Fuerzas Armadas de Rusia bombardearon la zona residencial en el centro de Limán con municiones de racimo Smerch de la serie 9M55K.

## Desarrollo
Limán se encontraba en ese momento aproximadamente a 15 kilómetros al oeste de los territorios ocupados por Rusia. El bombardeo mató a 9 civiles y 13 resultaron heridos. Su objetivo era el cruce de las calles Nezalezhnosti y Dubonosa, donde los lugareños vendían e intercambiaban verduras cultivadas en sus jardines.

## Reacciones
Sucedió durante la fallida ofensiva militar de Rusia contra Limán. Debido a la naturaleza indiscriminada de estas armas utilizadas en zonas densamente pobladas, Human Rights Watch describió estos ataques como un posible crimen de guerra. Francia también calificó este ataque contra civiles como un crimen de guerra y condenó a Rusia por ello.